# Guido Geelen
Guido Geelen (Thorn, 5 mei, 1961) is een Nederlandse beeldhouwer.

## Opleiding
Na de lerarenopleiding TeHaTex Teacher Training College in Tilburg tussen 1979 en 1983 kreeg Guido Geelen zijn vakopleiding aan de Academie voor Beeldende Vorming in Tilburg.

## Werk
Guido Geelen werkte aanvankelijk vooral met klei. Hij maakt beelden vol tegenstrijdigheden: orde en chaos, streng en barok, ambachtelijk en industrieel, eenvoudig en complex, kunst en kitsch. Veel van zijn klei-sculpturen zijn opgebouwd uit reproducties van allerlei objecten: autobanden, urinoirs, computers, televisies of stofzuigers. De nog zachte voorwerpen van klei zijn in een kist geduwd en zo tot rechthoekige blokken gevormd. Van deze blokken bouwt Geelen reusachtige muren. Het geheel ziet er chaotisch en tegelijk keurig uit. De strakke begrenzingen van de muur contrasteren met de beweeglijkheid die ontstaat door het spel van licht en schaduw; de bizarre verzamelingen maken de beelden uitbundig en vrolijk.
Ondanks zijn ongewone toepassing van keramiek verwijst Guido Geelen naar traditionele vormen en functies van aardewerk. Hij gebruikt traditionele maar ook industriële technieken. Sommige van zijn beelden worden geglazuurd, hij gebruikt afgedankte gietvormen uit de industrie en hij heeft zogenaamde transfers gebruikt: een soort plakplaatjes waarmee in aardewerkfabrieken afbeeldingen op aardewerk worden afgedrukt. Zo kan hij kitscherige afbeeldingen van bloemen, dieren en schepen op zijn werk aanbrengen. Ook Delfts blauwe tegels verwerkt hij in zijn beelden. Zo maakte hij eind jaren ’80 vazen die opgebouwd lijken uit Delfts blauwe tegeltjes, met gaten doorboord. Deze werden in een ruitvorm aan de muur gehangen en in de gaten werden tulpen gestoken. Zo ontstonden vazen die niets van de traditionele bloemen- of tulpenvaas hebben, maar wel verwijzen naar de oud-Hollandse traditie van Delfts blauw en tulpen.
Een latere variatie hierop vormen de vaasbeelden die hij tien jaar later maakte van op hun rug liggende honden. Uit hun buik steken glazen buisjes waarin bloemen kunnen worden geplaatst. De honden zijn vervormd en verwrongen. Sommige zien er vrolijk uit, andere zijn soms nauwelijks meer als hond te herkennen en wekken associaties met halfverteerde verkeersslachtoffers. Geelen bedekte de vazen met een glanzend platinaluster als kostbare beelden uit de barok.
Vanaf de jaren negentig gebruikte Geelen ook andere materialen dan klei. In 1990 verfraaide hij de St. Jozef Kapel in Biest-Houtakker met een wandkleed. In 1994 ging hij brons gebruiken, in 1998 aluminium. Stofzuigers, urinoirs, telefoons, wastafels, Goudse pijpen en stukken hout worden afgegoten en samengevoegd. De gietkanalen, die anders na het gietproces worden weggezaagd, laat Geelen intact. Zo worden de beelden overwoekerd door een vreemd netwerk van aders. Van geometrische ordening, zoals bij de eerdere muren, is geen sprake meer. De ‘imploderende’ beelden, zoals Geelen het noemt, hebben plaatsgemaakt voor ‘exploderende’, bijna chaotische sculpturen van brons en aluminium. Daarnaast maakt Geelen levensgrote dieren, koeien, kippen en varkens, van aluminium, soms bedekt met bladgoud. Ook hier zijn de gietkanalen niet weggehaald.

## Onderscheidingen
- 1988 Aanmoedigingsprijs voor toegepaste kunst van het Amsterdams Fonds voor de Kunst
- 1989 Charlotte Köhler Prijs van het Prins Bernhard Cultuurfonds
- 1989 Vordemberge–Gildewart prijs van de Zwitserse Friedrich Vordemberge-Gildewart Stiftung
- 1995 Aanmoedigingsprijs voor fijne kunst van het Amsterdams Fonds voor de Kunst
- 2000 Dr. A.H. Heinekenprijs, voor de onorthodoxe wijze waarop Geelen de toepassing van het traditionele materiaal klei een vernieuwende impuls heeft gegeven

## Expositie
- Museum De Pont, Tilburg [1]

## Afbeeldingen

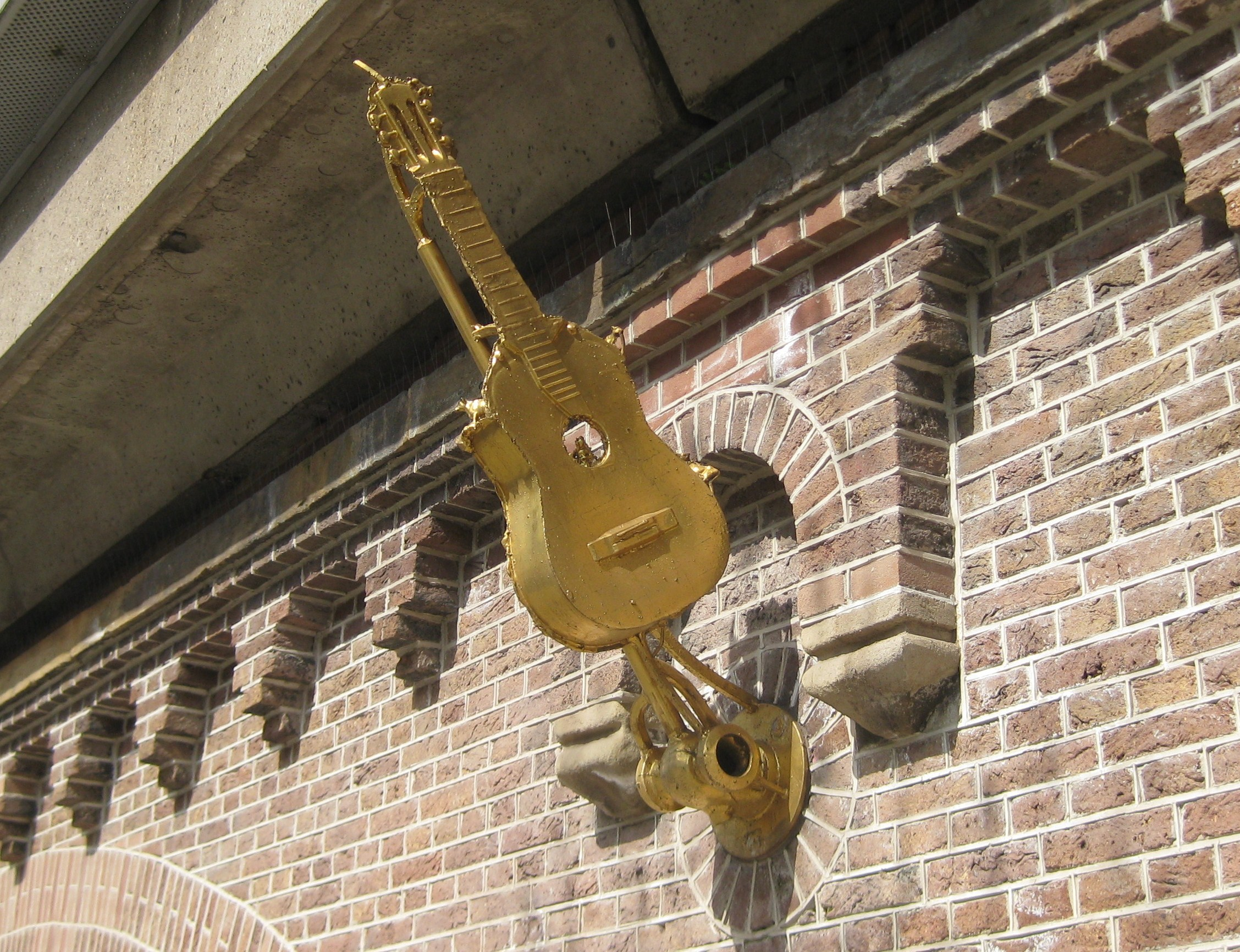
Uithangborden (1998), Tussen de bogen, Amsterdam
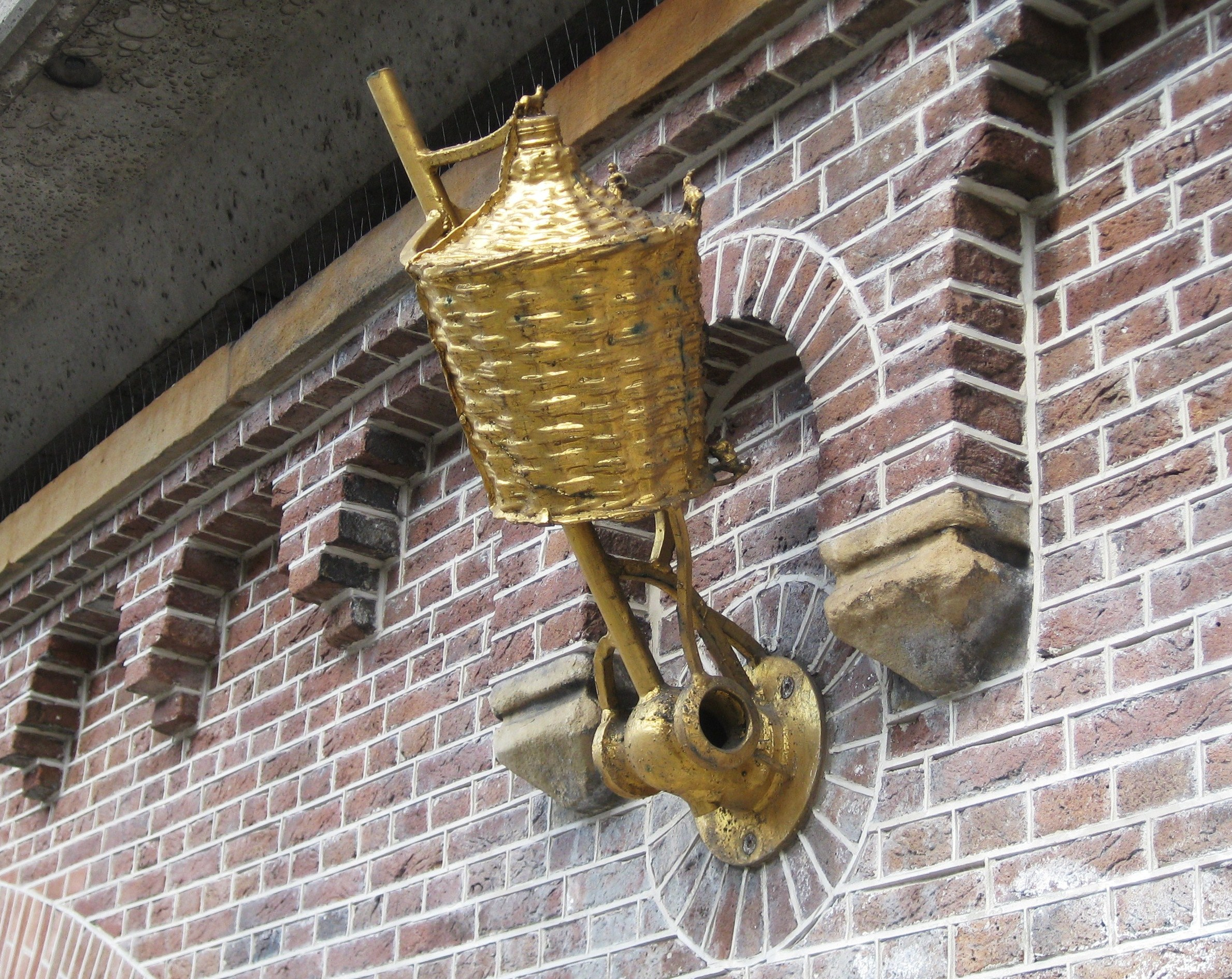
idem
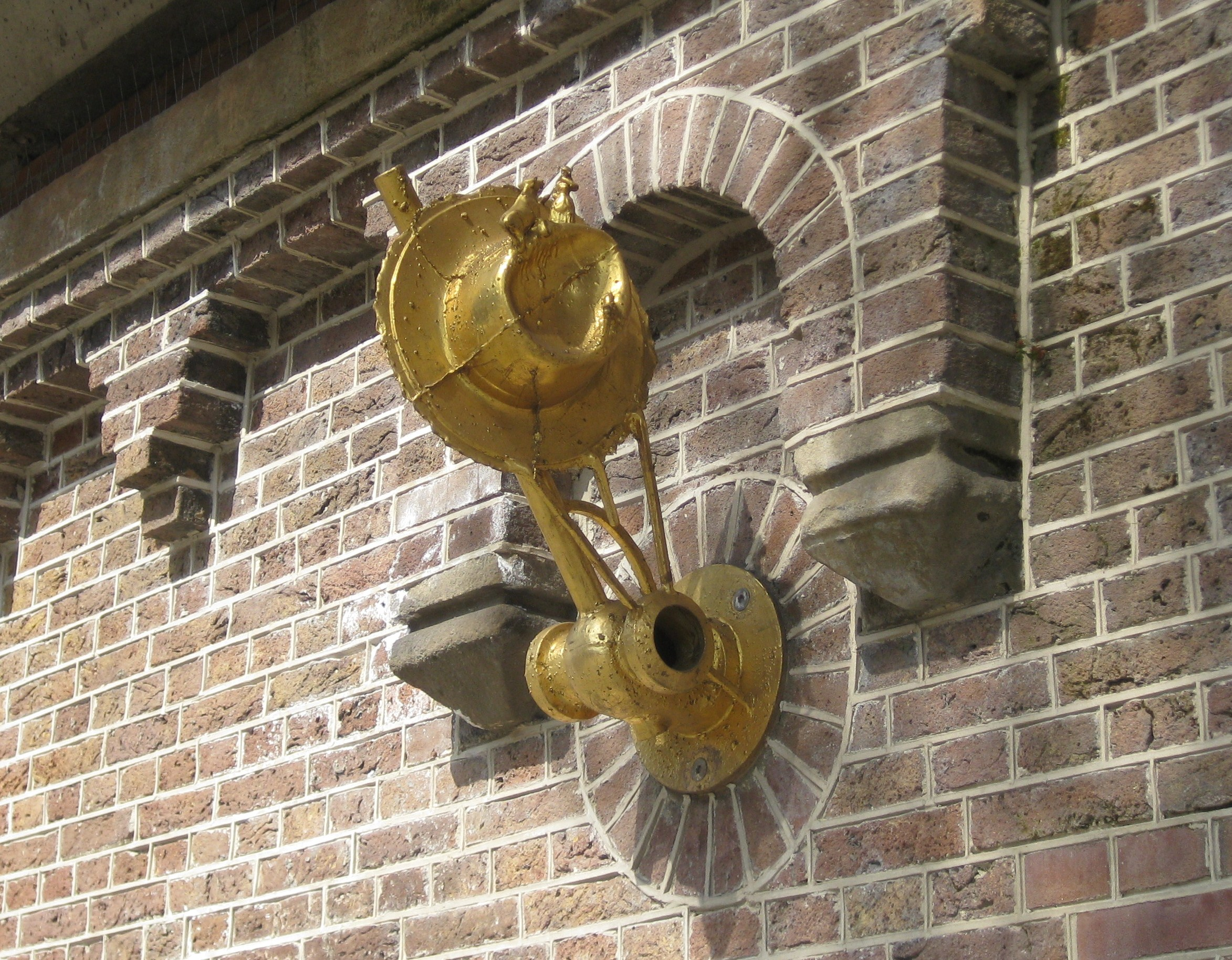
idem
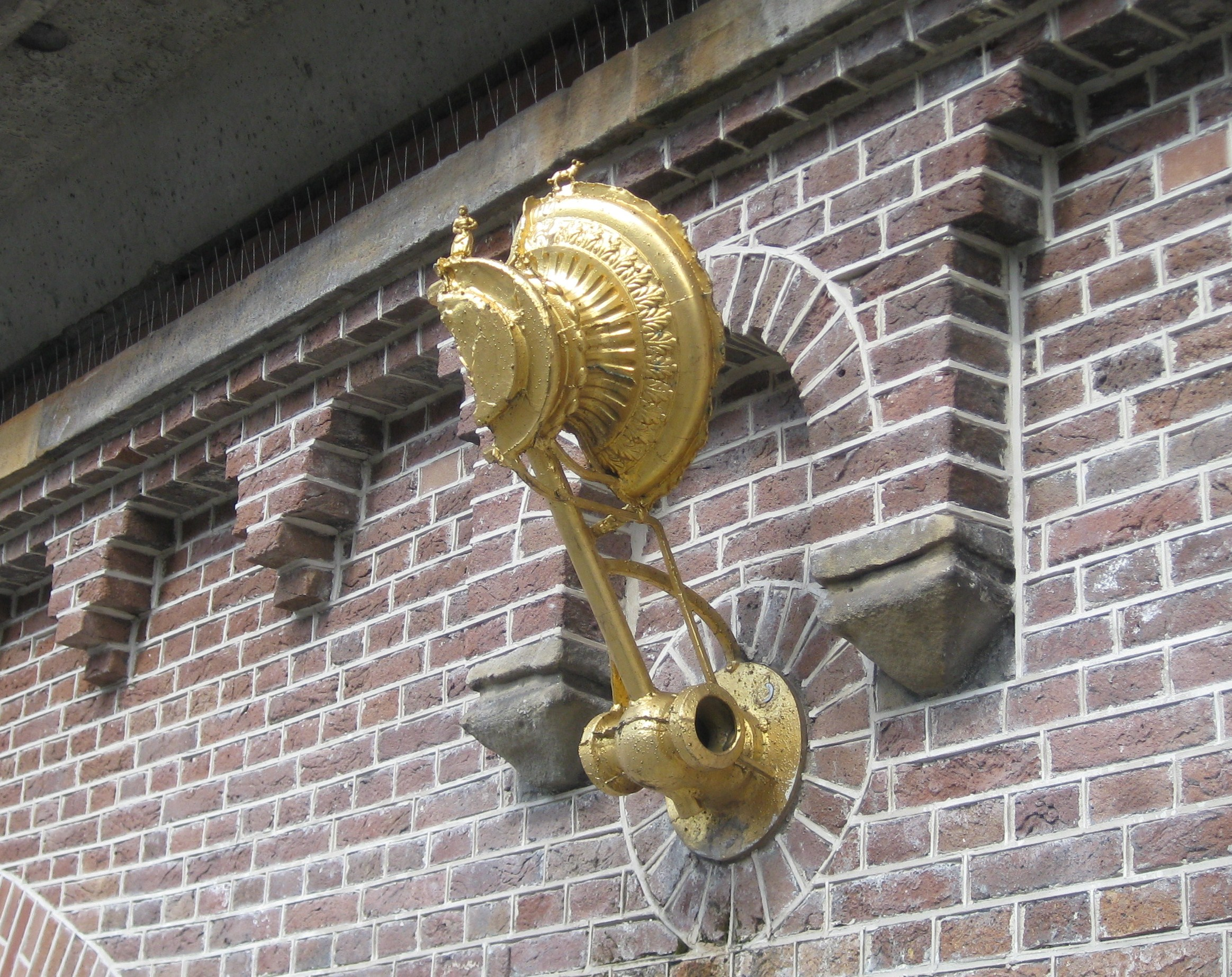
idem
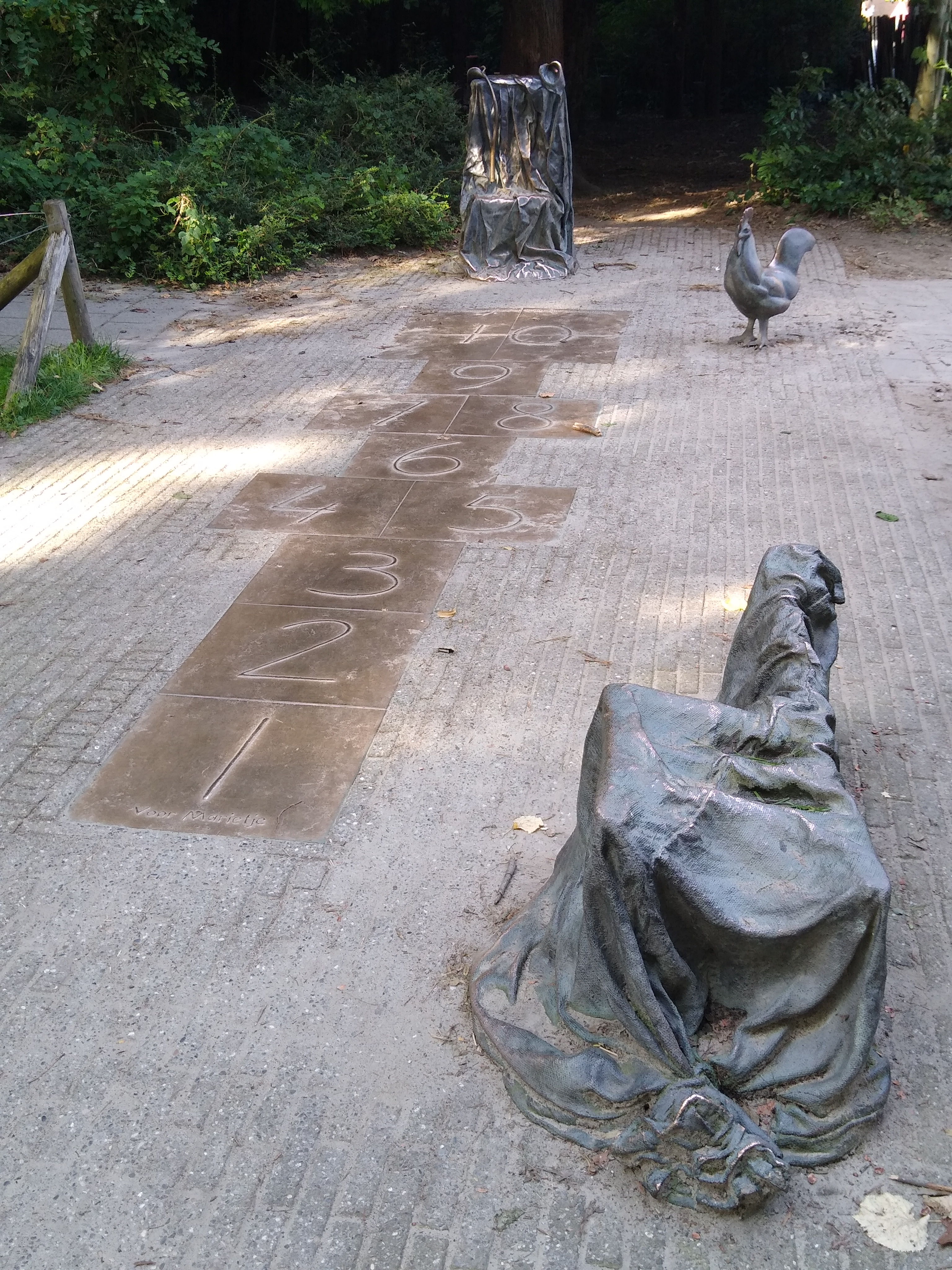
Marietje Kessels Monument (2001), Tilburg
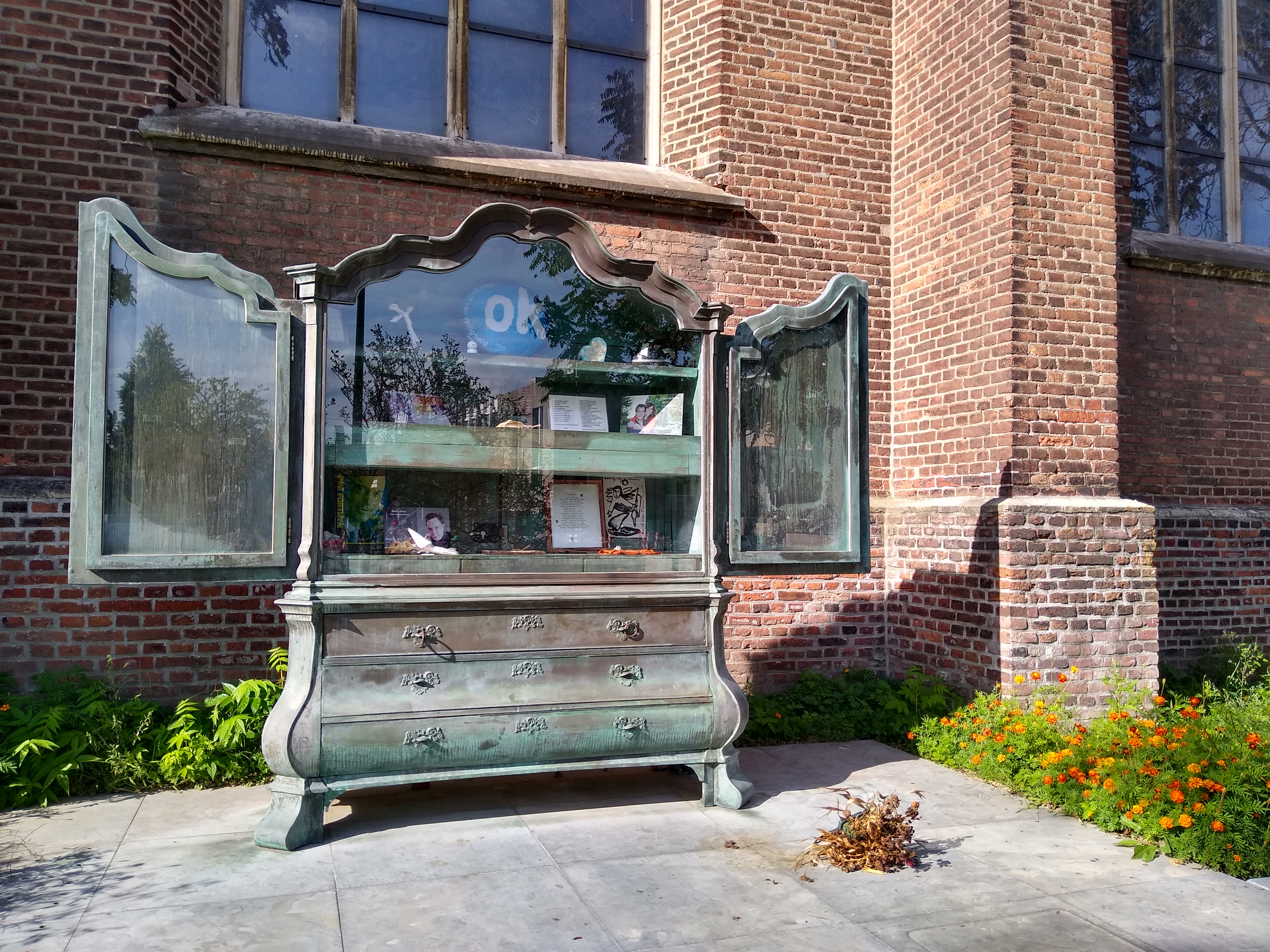
Monument tegen zinloos geweld (2006), Tilburg
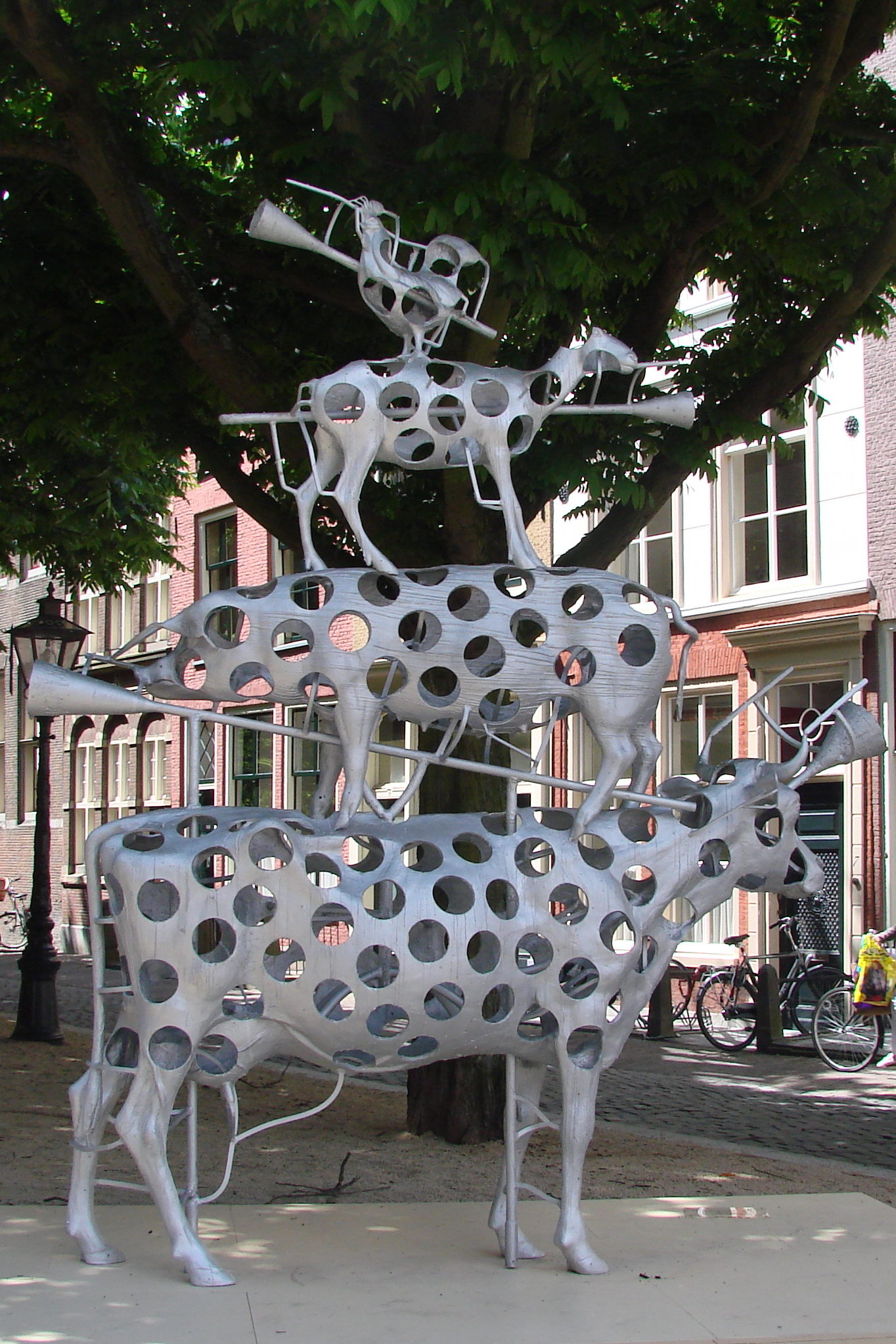
Diersculpturen (2012), Leiden
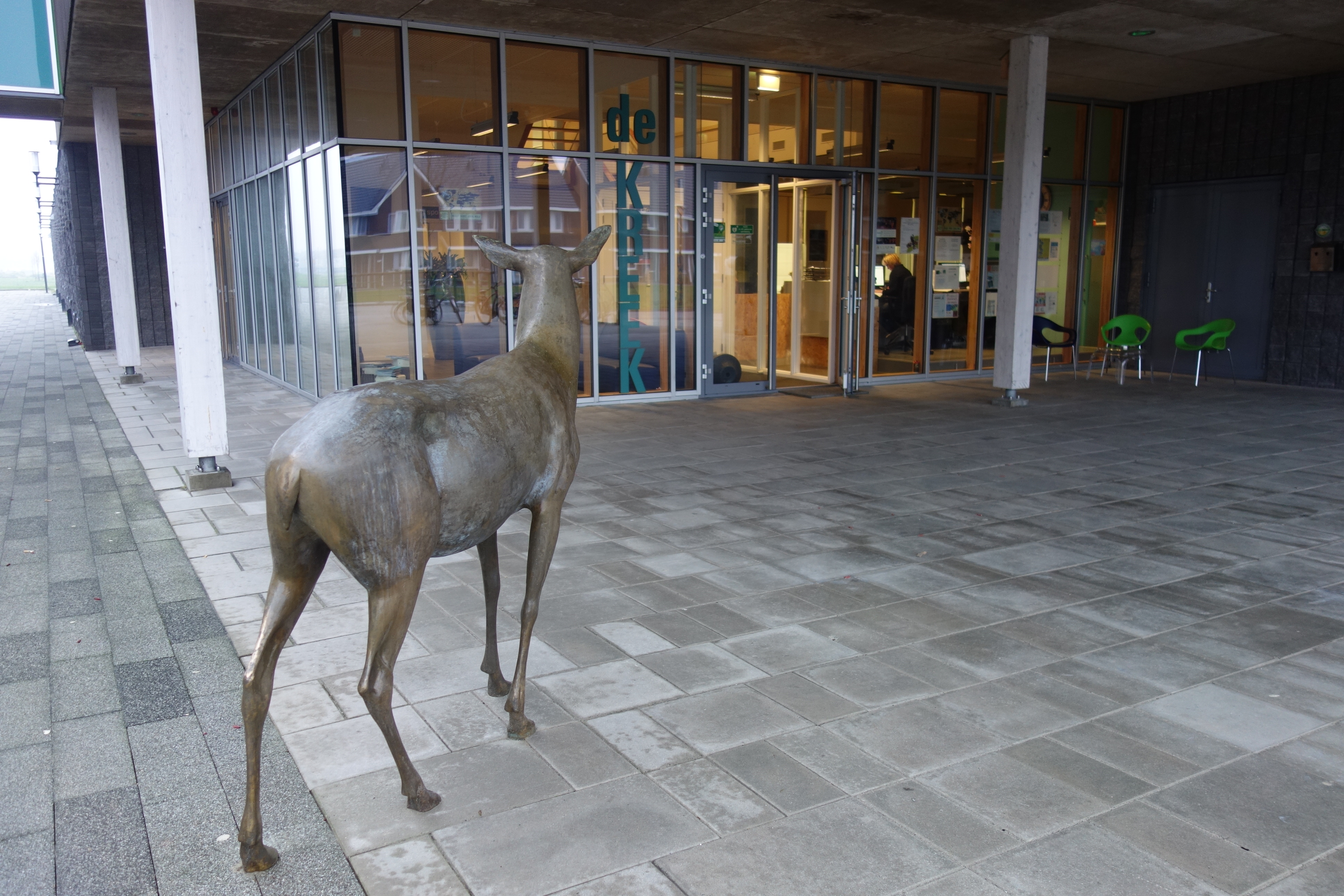
Hinde (2012), in Bangert en Oosterpolder, Hoorn
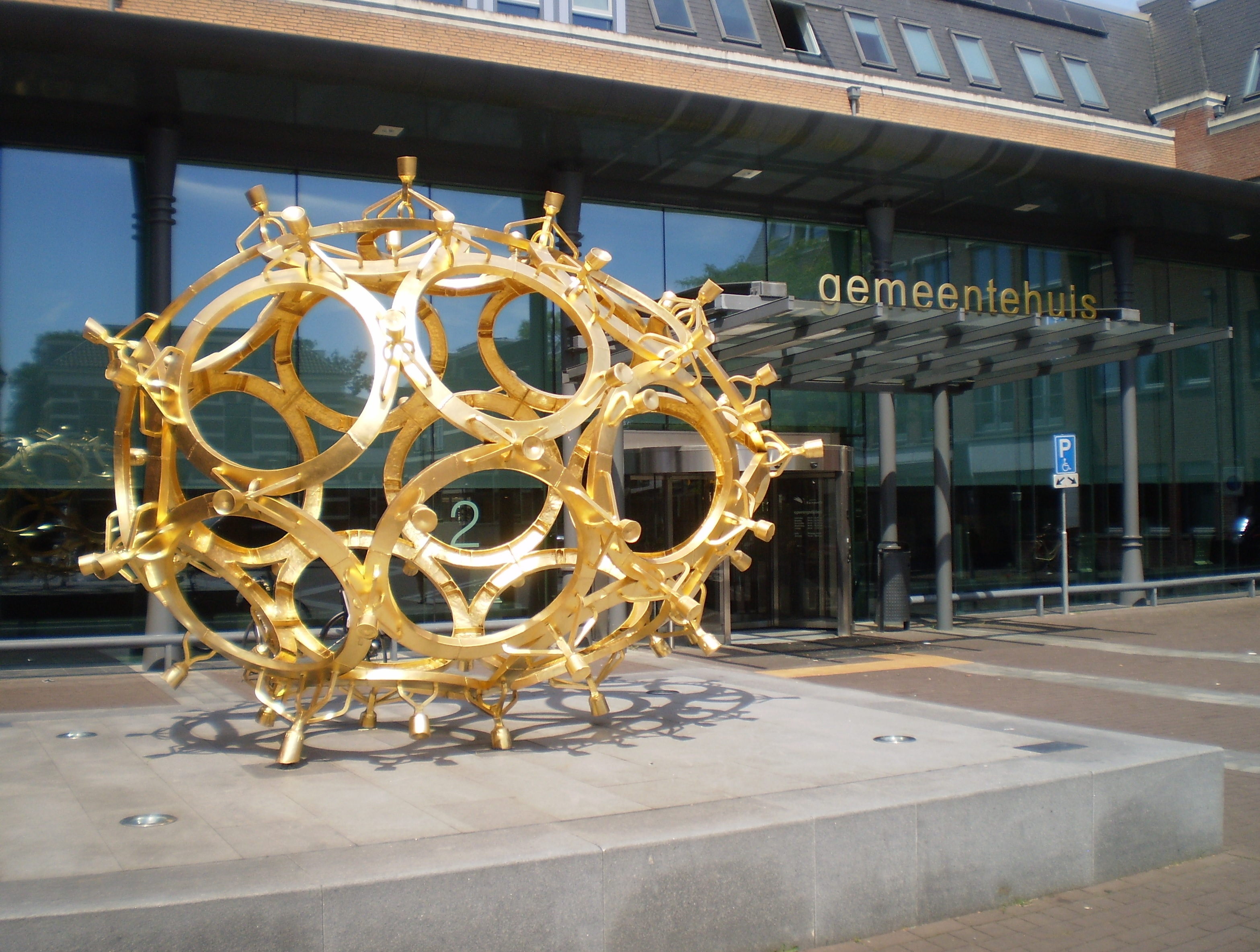
Ei 2011 (2013), Barneveld
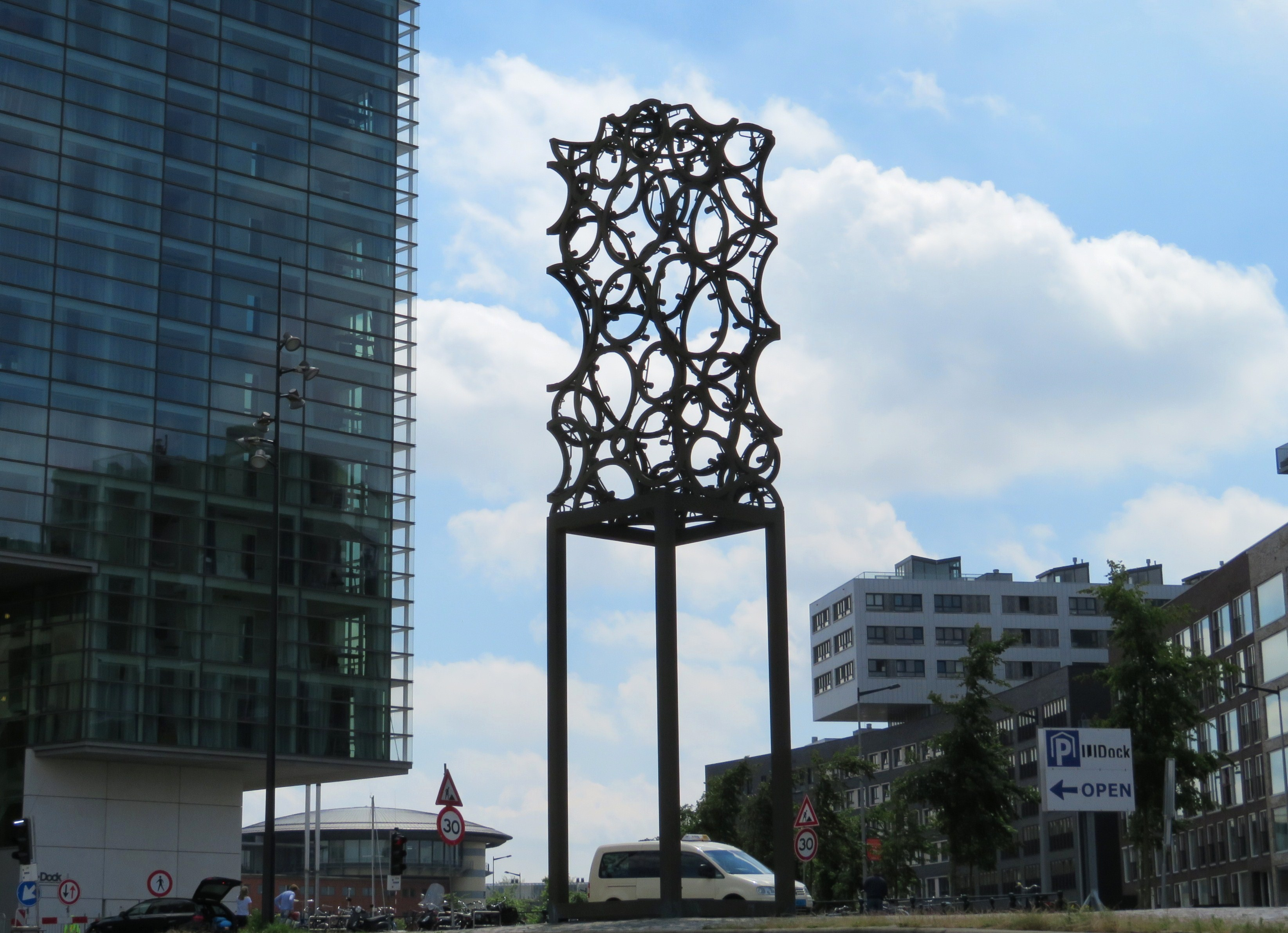
Zonder titel (2017), Amsterdam